# Prague Biennale
Die Prague Biennale ist eine seit 2003 im zweijährlichen Zyklus stattfindende Ausstellung für Kunst und Fotografie in Prag. Sie wird von Giancarlo Politi kuratiert. Anders als zum Beispiel bei der Biennale in Venedig, die eine Schau der Nationen ist, geben in Prag eher die Inhalte die Richtung der verschiedenen Abteilungen vor.

## Bisherige Ausstellungen
- Prague Biennale 1: 26. Juni 2003 – 24. August 2003
- Prague Biennale 2: 26. Mai 2005 – 15. September 2005
- Prague Biennale 3: 24. Mai 2007 – 16. September 2007
- Prague Biennale 4: 14. Mai 2009 – 26. Juli 2009
- Prague Biennale 5: 19. Mai 2011 – 11. September 2011, Microna Building[1]